# Bruno Maffi
Bruno Maffi (Torino, 1909 – Milano, 20 agosto 2003) è stato un politico e traduttore italiano, dirigente del Partito Comunista Internazionale.

## Dall'antifascismo democratico al comunismo
Nipote del deputato socialista massimalista Fabrizio Maffi (entrato poi nel Partito Comunista d'Italia nel 1924 con la corrente "terzina"), iniziò la sua attività politica nel movimento socialista ed entrò nel Comitato Centrale dell'organizzazione antifascista Giustizia e Libertà nel 1930. Nel 1934 fu incaricato della ricostruzione del centro socialista per l'Italia. Suoi articoli comparvero su Politica socialista e Il Nuovo Avanti. Nel 1935 venne arrestato e conobbe in carcere alcuni esponenti della sinistra del Partito Comunista d'Italia. Dal 1936 si allontanò progressivamente dall'antifascismo democratico avvicinandosi a quella che ormai era definita Sinistra Comunista Italiana (1938).

## Nel Partito Comunista Internazionalista
Nel 1943 fu tra i fondatori del Partito Comunista Internazionalista in collaborazione con Onorato Damen, Rosolino Ferragni, Mario Acquaviva ed altri militanti sostenitori della sinistra comunista. Da subito partecipò al collegamento fra i gruppi del Nord e del Sud nell'Italia ancora divisa dal fronte di guerra. Nell'autunno del 1945 quando i gruppi della Sinistra Comunista furono finalmente riuniti, partecipò alla preparazione del Convegno di Torino, praticamente l'atto costitutivo ufficiale del partito (dicembre). Durante la preparazione del congresso del 1949 (Firenze), si adoperò per una conciliazione fra le due principali correnti che si stavano delineando su vari problemi (questione sindacale, concezione organica o democratica del partito, questione coloniale, ecc.) e che si riferivano a due "capi" storici come Onorato Damen e Amadeo Bordiga. Nel 1951, alla vigilia della scissione fra queste correnti, si schierò decisamente con quella rappresentata da Bordiga. La scissione, avvenuta poi nel 1952, portò alla formazione di un nuovo Partito Comunista Internazionalista (Il programma comunista). Fino agli ultimi anni della sua vita, Maffi ne fu uno dei maggiori esponenti. Durante la faticosa ricomposizione del nuovo partito (che per i suoi militanti era però in continuità con l'originario PCd'I) fu incaricato di rappresentare il "Centro" (organismo informale basato sulla "doppia direzione" fra le componenti del partito). Tale organismo  nelle intenzioni di Bordiga, doveva sostituire i classici strumenti del "centralismo democratico" tipico della Terza Internazionale.

## Commissario Unico
Bordiga odiava i formalismi organizzativi adottati senza "necessità vitale" e li considerava "un pericolo sospetto e stupido", perciò l'incarico affidato a Maffi venne definito scherzosamente del "Commissario Unico", dato che, disse, un coordinatore "basta e avanza" per le condizioni oggettive in cui si trovava il partito. Non c'erano ovviamente precedenti storici per l'applicazione del nuovo centralismo:
Comunque non fu possibile evitare crisi successive, fino a quella finale che videro sempre Bruno Maffi in prima fila, protagonista attivo ma anche prodotto di una storia che non aveva potuto esprimere un partito corrispondente alle sue premesse del 1921 e 1952.

## Ultimi anni
Dopo l'ultima crisi subìta dal partito per questioni interne a partire dal 1981 e il suo drastico ridimensionamento nel 1982 (a detta di alcuni per cause simili a quelle del 1951), Maffi si adoperò per la sua ricostituzione, raggruppando intorno al giornale alcuni militanti sopravvissuti alla diaspora. Il partito, seppure a ranghi ridotti, esiste tuttora insieme con la testata "Il programma comunista".
Maffi fu anche apprezzato traduttore dal tedesco, inglese e francese, attività che per qualche tempo dopo la guerra svolse in collegamento con Cesare Pavese all'Einaudi. Propose per varie case editrici la traduzione e pubblicazione di molte importanti opere (Marx, Engels, Trockij, Luxemburg, Orwell, Harrington, Isaacs). Sua è per esempio l'edizione filologica del Capitale per la Utet e la traduzione del romanzo The Pearl di John Steinbeck (Milano, Mondadori. 1955); notevoli sono anche le sue traduzioni di varie importanti opere storiografiche e di storia dell'economia edite da Laterza. Negli ultimi anni fu presidente della fondazione costituita in seguito al lascito testamentario della vedova di Amadeo Bordiga, Antonietta de Meo. Morì a Milano all'età di quasi 94 anni.

## Alcune opere
Maffi scrisse ininterrottamente su Programma comunista dal 1952 al 2001 ed è quindi impossibile fare una cernita che non sia arbitraria fra i vari lavori pubblicati. Ne segnaliamo alcuni che sono usciti in volume.
- Appunti per una politica socialista, senza indicazione di editore, 1934.
- La Sinistra Comunista nel cammino della Rivoluzione - In memoria di Amadeo Bordiga, serie apparsa a puntate su Il programma comunista dal n. 15 del 1970, raccolta da Edizioni Sociali, Roma, 1976.
- Lenin e la parola d'ordine del "controllo operaio", Il programma comunista nn. 11, 12, 13- e 14 del 1975, apparsa in opuscolo del PCInt. lo stesso anno.
- Storia della Frazione Comunista all'estero, ciclostilato del PCInt., 1976.
- L'intervento di Bordiga in una riunione in margine al Congresso di Marsiglia del PCF, ciclostilato del PCInt., 1977.
- Storia della Sinistra comunista, vol. II, ediz. Il programma comunista, 1972.
- Storia della Sinistra comunista, vol. III, ediz. Il programma comunista, 1986.
- Storia della Sinistra comunista, vol. IV, ediz. Il programma comunista, 1997.

| Controllo di autorità | VIAF (EN) 54885547 · ISNI (EN) 0000 0000 1025 1218 · SBN CFIV026567 · BAV 495/282424 · LCCN (EN) nb90919247 · GND (DE) 115752129 · J9U (EN, HE) 987007454317405171 · CONOR.SI (SL) 37030243 |